# Xysticus squalidus
Xysticus squalidus là một loài nhện trong họ Thomisidae.
Loài này thuộc chi Xysticus. Xysticus squalidus được Eugène Simon miêu tả năm 1883.